# Ташир
Таши́р (арм. Տաշիր) — город в Армении, на северо-западе Лорийской области.

## Географическое положение
Город находится в 145 км от города Ереван, на дороге Степанаван—Тбилиси, в Лорийской котловине, окружённой горами и горными хребтами. Высота над уровнем моря составляет 1500 м. Природными ресурсами являются чернозём и альпийские луга, а также болота.
Узел автомобильных дорог.

## История
На территории современного города существовали поселения, начиная с 3-го тысячелетия до н. э.
Основан в 1834 году как поселение духовных христиан-молокан Воронцовка. Назван в честь графа и Кавказского наместника М. С. Воронцова (1782—1856), разрешившего переселение молокан в Лори из Шемахинского уезда.
В 1928 году был переименован в Рыково в честь А. И. Рыкова, председателя СНК СССР и одновременно СНК РСФСР, а в 1937 году в связи с арестом Рыкова был переименован в Калинино, в честь члена Политбюро ЦК ВКП(б) М. И. Калинина. 
В 1961 году получил статус посёлок городского типа. В 1970 году численность населения составляла 7 тыс. человек, здесь действовали сыродельный завод и завод эмалированной посуды
В 1983 году стал городом районного подчинения. В 1989 году численность населения составляла 10,5 тыс. человек, здесь действовали предприятия пищевой промышленности, завод эмалированной посуды, производство швейных и трикотажных изделий.
3 апреля 1991 года переименован в Ташир, по названию античной провинции Ташир в области Гугарк Великой Армении, охватывавшей этот регион.

## Климат
Климат — умеренный, средняя температура января равна −4,90 °C, а июля — +18-20 °C.
Количество годовых осадков составляет 713 мм.

## Население
В 1886 население Ташира составляло 2284, в 1897 — 3076, в 1926 — 4042, в 1939 — 4245, в 1959 — 4766, большинство населения были русские.
По материалам сельскохозяйственной переписи населения 1922 года по Армении, в поселении число русских составляло 3507 человек, армян — 59, греков — 1 и др., всего — 3572 человек.
Согласно данным Службы национальной статистики Армении от 1 января 2005, население Ташира составляло 9100 человек, из которых мужчины — 43 % и женщины 57 %. Динамика населения показана в таблице.
| Год       | 2001 | 2004  | 2005  | 2006  | 2007  | 2008  |
| Население | 7856 | 9 200 | 9 100 | 8 900 | 8 900 | 8 700 |

| Год  | Численность | Численность |
| ---- | ----------- | ----------- |
| 1886 | 2284        | [ 7 ]       |
| 1897 | 3076        | [ 7 ]       |
| 1926 | 4042        | [ 7 ]       |
| 1939 | 4245        | [ 7 ]       |
| 1959 | 4766        | [ 7 ]       |
| 1989 | 10 090      | [ 7 ]       |
| 2001 | 9538        | [ 7 ]       |
| 2004 | 9400        | [ 7 ]       |
| 2008 | 8700        |             |

## Хозяйство
На территории города есть 3 средние общеобразовательные школы, дом культуры, библиотека, детские сады, спортплощадки, спортивная школа, музыкальная школа, амбулатория, больницы, роддом и почта.
Главной отраслью экономики города является промышленное производство, преимущественно производство продуктов. Построен завод швейцарского сыра, который производит сыры — лори и чанах. Есть хлебопекарня, широко распространено производство молока и молочной продукции.
32 % земель приватизированы, 71 % является пахотными землями, 29 % — пастбища. Около половины земель государственного назначения — пастбища, что составляет 1660 гектаров. Земли также используются в качестве пахотных земель и лугов, соответственно 951 и 581 гектар. Жители города заняты выращиванием зерна, картофеля и фруктов. Они также заняты животноводством, свиноводством, птицеводством и пчеловодством.